# Lijst van voetbalinterlands Jemen - Oman
Deze lijst van voetbalinterlands is een overzicht van alle officiële voetbalwedstrijden tussen de nationale teams van Jemen en Oman. De landen speelden tot op heden tien keer tegen elkaar. De eerste ontmoeting, een vriendschappelijke wedstrijd, werd gespeeld in Muscat op 29 oktober 2000. Het laatste duel, een groepswedstrijd tijdens de Golf Cup of Nations 2023, vond plaats op 9 januari 2023 in Basra (Irak).

## Wedstrijden
| №  | Plaats    | Datum             | Competitie               | Wedstrijd    | Uitslag |
| -- | --------- | ----------------- | ------------------------ | ------------ | ------- |
| 1  | Muscat    | 29 oktober 2000   | Vriendschappelijk        | Oman − Jemen | 4 − 0   |
| 2  | Muscat    | 31 oktober 2000   | Vriendschappelijk        | Oman − Jemen | 4 − 0   |
| 3  | Koeweit   | 28 december 2003  | Golf Cup of Nations 2003 | Jemen − Oman | 1 − 1   |
| 4  | Abu Dhabi | 23 januari 2007   | Golf Cup of Nations 2007 | Oman − Jemen | 2 − 1   |
| 5  | Muscat    | 3 mei 2008        | Vriendschappelijk        | Oman − Jemen | 0 − 0   |
| 6  | Sanaa     | 18 mei 2010       | Vriendschappelijk        | Jemen − Oman | 0 − 1   |
| 7  | Muscat    | 28 september 2012 | Vriendschappelijk        | Oman − Jemen | 2 − 1   |
| 8  | Muscat    | 7 november 2014   | Vriendschappelijk        | Oman − Jemen | 2 − 0   |
| 9  | Seeb      | 28 augustus 2015  | Vriendschappelijk        | Oman − Jemen | 1 − 0   |
| 10 | Basra     | 9 januari 2023    | Golf Cup of Nations 2023 | Oman − Jemen | 3 − 2   |

## Samenvatting
| Competitie          | Totaal gespeeld | Winst Jemen | Gelijk | Winst Oman | Doelsaldo Jemen – Oman |
| ------------------- | --------------- | ----------- | ------ | ---------- | ---------------------- |
| Golf Cup of Nations | 3               | 0           | 1      | 2          | 4 − 6                  |
| Vriendschappelijk   | 7               | 0           | 1      | 6          | 1 − 14                 |
| Totaal              | 10              | 0           | 2      | 8          | 5 − 20                 |

YFA · A-internationals
1984 – 1989 · 
1990 – 1999 · 
2000 – 2009 · 
2010 – 2019 ·
2020 − 2029
Bahrein ·
Bangladesh ·
Bhutan ·
Brunei ·
Cambodja ·
China ·
Comoren ·
Djibouti ·
Egypte ·
Eritrea ·
Ethiopië ·
Filipijnen ·
Finland ·
Hongkong ·
India ·
Indonesië ·
Irak ·
Iran ·
Japan ·
Jordanië ·
Kenia ·
Kirgizië ·
Koeweit ·
Libanon ·
Libië ·
Malawi ·
Malediven ·
Maleisië ·
Marokko ·
Mauritanië ·
Mongolië ·
Nepal ·
Noord-Korea ·
Oeganda ·
Oezbekistan ·
Oman ·
Pakistan ·
Palestina ·
Qatar ·
Saoedi-Arabië ·
Singapore ·
Soedan ·
Sri Lanka ·
Syrië ·
Tadzjikistan ·
Tanzania ·
Thailand ·
Tsjaad ·
Turkmenistan ·
Verenigde Arabische Emiraten ·
Vietnam ·
Zambia ·
Zuid-Korea
OFA · A-internationals · Bondscoaches · Statistieken · Olympisch elftal · Oman U21 · Oman U20 · Oman U19 · Oman U18 · Oman U17
1970 – 1979 · 
1980 – 1989 · 
1990 – 1999 · 
2000 – 2009 · 
2010 – 2019 ·
2020 − 2029
1974 · 
1975 · 
1976 · 
1977 · 
1978 · 
1979 · 
1980 · 
1981 · 
1982 · 
1983 · 
1984 · 
1985 · 
1986 · 
1987 · 
1988 · 
1989 · 
1990 · 
1991 · 
1992 · 
1993 · 
1994 · 
1995 · 
1996 · 
1997 · 
1998 · 
1999 · 
2000 · 
2001 · 
2002 · 
2003 · 
2004 · 
2005 · 
2006 · 
2007 · 
2008 · 
2009 · 
2010 · 
2011 · 
2012 · 
2013 · 
2014 ·
2015 ·
2016 ·
2017 ·
2018 ·
2019 ·
2020 ·
2021 ·
2022 ·
2023
Afghanistan ·
Algerije ·
Australië ·
Azerbeidzjan ·
Bahrein ·
Bangladesh ·
Benin ·
Bhutan ·
Bosnië en Herzegovina ·
Brazilië ·
Bulgarije ·
Burkina Faso ·
Chili ·
China ·
Congo-Kinshasa ·
Costa Rica ·
Duitsland ·
Ecuador ·
Egypte ·
Estland ·
Filipijnen ·
Finland ·
Gabon ·
Guam ·
Haïti ·
Hongkong ·
Ierland ·
India ·
Indonesië ·
Irak ·
Iran ·
Japan ·
Jemen ·
Jordanië ·
Kazachstan ·
Kenia ·
Kirgizië ·
Koeweit ·
Kosovo ·
Laos ·
Letland ·
Libanon ·
Liberia ·
Libië ·
Macau ·
Malediven ·
Maleisië ·
Mali ·
Marokko ·
Mauritanië ·
Mozambique ·
Myanmar ·
Nepal ·
Nieuw-Zeeland ·
Noord-Korea ·
Noord-Macedonië ·
Noorwegen ·
Oezbekistan ·
Pakistan ·
Palestina ·
Paraguay ·
Qatar ·
Saoedi-Arabië ·
Senegal ·
Singapore ·
Slovenië ·
Soedan ·
Somalië ·
Sri Lanka ·
Syrië ·
Tadzjikistan ·
Taiwan ·
Thailand ·
Togo ·
Tunesië ·
Turkmenistan ·
Uruguay ·
Verenigde Arabische Emiraten ·
Verenigde Staten ·
Vietnam ·
Wit-Rusland ·
Zambia ·
Zimbabwe ·
Zuid-Korea ·
Zweden ·
Zwitserland